# Opération coup de poing (mixtape)
Pour les articles homonymes, voir Opération coup de poing.
 (janvier 2012).
Si vous disposez d'ouvrages ou d'articles de référence ou si vous connaissez des sites web de qualité traitant du thème abordé ici, merci de compléter l'article en donnant les références utiles à sa vérifiabilité et en les liant à la section « Notes et références ».
Opération coup de poing est un mixtape de rap, sorti en 1997 sur le label Passe Passe.
Plusieurs rappeurs français dont Rohff, Ali, Oxmo Puccino, Cassidy, Sages Poètes de la rue, Hi-Fi, ou Fonky Family y participent.

## Liste des titres
- DJ Chester & DJ Cream - intro
- Rohff - 667 (freestyle)
- Les Refrés - freestyle
- Rappeur Dezé - T.O.P (Top Of Paris)
- Hi-fi - freestyle
- Ill - intérêts & origines
- Kassim - s.k.y en mission
- Kamal - rap de rue (freestyle)
- Cassidy - cassidy zig zag
- Pit Baccardi, Kamal, Oxmo Puccino & Ill - le club des millionnaires
- L'Skadrille - opération coup de poing (pub)
- Sages Poètes de la rue - freestyle
- Nysay - cette vie-là (freestyle)
- Less du neuf - longue vie à Less du 9
- Oxmo Puccino - la taupe
- Ärsenik - boxe avec les mots
- Pit Baccardi - que du kif (freestyle)
- Ill - faut qu'un négro digne mange
- Le k - pas d'scénario
- Oxmo Puccino - pour mes types
- Rappeur Dezé - 16 mesures (freestyle)
- Ali - nique la hala
- Mafia K'1 Fry - freestyle 1
- Mafia K'1 Fry - freestyle 2
- Mafia K'1 Fry - freestyle 3
- Mafia K'1 Fry - freestyle 4
- Mafia K'1 Fry - freestyle 5
- Mafia K'1 Fry - freestyle 6
- Fonky Family - sans rémission
- Fonky Family ft IAM - rien à perdre & mégot trip
- Oxmo Puccino ft Ali - Esprit Mafieux
- Metek - l'or noir
- Dezé - jeu d'enfant
- Lunatic - les vrais savent